# Grantjärnen (Burträsks socken, Västerbotten)
Grantjärnen är en sjö i Skellefteå kommun i Västerbotten och ingår i Rickleåns huvudavrinningsområde. Sjön har en area på 0,0595 kvadratkilometer och ligger 258 meter över havet.

## Delavrinningsområde
Grantjärnen ingår i det delavrinningsområde (717948-169369) som SMHI kallar för Mynnar i Sikån. Medelhöjden är 269 meter över havet och ytan är 5,53 kvadratkilometer. Det finns ett avrinningsområde uppströms, och räknas det in blir den ackumulerade arean 19,11 kvadratkilometer. Grantjärnbäcken som avvattnar avrinningsområdet har biflödesordning 3, vilket innebär att vattnet flödar genom totalt 3 vattendrag innan det når havet efter 103 kilometer. Avrinningsområdet består mestadels av skog (49 procent) och sankmarker (47 procent). Avrinningsområdet har 0,06 kvadratkilometer vattenytor vilket ger det en sjöprocent på 1,1 procent.